# Terremoto del Friul de 1348
El terremoto del Friul de 1348, centrado en la región alpina del sur del Friul, se sintió en toda Europa el 25 de enero de 1348. El terremoto se produjo el mismo año en que la Gran Peste devastó Italia. Según fuentes contemporáneas, causó daños considerables a las estructuras; iglesias y casas se derrumbaron, aldeas fueron destruidas y de la tierra emanaron malos olores.

## Entorno tectónico
La región del Friul está situada en un área de estructura geológica compleja donde un cinturón de empuje de tendencia de los Alpes del Sur se superpone con un cinturón de empuje de tendencia de los Alpes Dináricos como resultado de la continua convergencia entre las placas Adriática y Euroasiática. Se ha sugerido que el evento de 1348 fue el resultado del movimiento de parte del empuje periadriático.

## Terremoto
El epicentro se localizó al este de Tolmezzo, Venzone y Gemona, con una intensidad sísmica de VIII a X según la Escala Macrosísmica Europea. La mayor parte de los daños reportados se produjeron en el norte de Italia, en la actual región de Friul-Venecia Julia, en las provincias adyacentes de Belluno, Vicenza y Verona hasta Lombardía y Venecia, así como en Carintia y Carniola al norte y al este. Se produjeron réplicas hasta el 5 de marzo.
El terremoto, que se produjo a primera hora de la tarde, causó cientos de víctimas y destruyó numerosos edificios. En Údine, el castillo y la catedral sufrieron graves daños. En Carintia, la ciudad de Villach y numerosos pueblos de los alrededores quedaron en gran parte destruidos por un importante deslizamiento de tierra seguido de una inundación del río Gail. También en Roma el terremoto pasó factura: la basílica de Santa María la Mayor sufrió daños considerables; en la Torre delle Milizie, un piso superior se derrumbó y la estructura asumió la ligera inclinación que conserva hoy. La basílica de Santi Apostoli del siglo VI quedó tan completamente arruinada que permaneció abandonada durante una generación.
El terremoto coincidió con el inicio de la Peste Negra en Europa; en las mentes contemporáneas los dos desastres estaban conectados, como actos de Dios, pero aceptados como algo a la vez tremendo e inesperado y, sin embargo, que también pertenecía a la vida diaria. El historiador de la medicina A. G. Carmichael observa: "Es probable que el terremoto del 25 de enero de 1348 haya alimentado y centrado temores específicamente apocalípticos más que la peste". La única referencia explícita al terremoto como presagio del fin del mundo aparece en la crónica de Giovanni Villani. Guglielmo Cortusi de Padua, así como los banqueros de Údine, lo vieron como un memento mori y una señal de arrepentimiento, pero no de un apocalipsis inminente. El terremoto figura en el diario de la monja alemana Christina Ebner y se recoge en numerosas crónicas de ciudades y abadías, que han dado a los historiadores modernos la oportunidad de hacer del "evento del Friul" uno de los terremotos medievales más estudiados.